# Ophelia ashworthi
Ophelia ashworthi är en ringmaskart som beskrevs av Fauvel 1917. Ophelia ashworthi ingår i släktet Ophelia och familjen Opheliidae. Inga underarter finns listade i Catalogue of Life.